# Született feleségek (negyedik évad)
A Született feleségek című amerikai filmsorozat negyedik évadát 2007. szeptember 30-ától kezdte vetíteni az ABC tévécsatorna. Az első rész címe: Most már tudod!. Az évad 17 epizódból áll.
Magyarországon a TV2 vetítette 2008. április 25-től.

## Szereplők
- Teri Hatcher - Susan Delfino
- Felicity Huffman - Lynette Scavo
- Marcia Cross - Bree Hodge
- Eva Longoria - Gabrielle Lang
- Nicollette Sheridan - Edie Britt
- Ricardo Antonio Chavira - Carlos Solis
- Andrea Bowen - Julie Mayer
- Doug Savant - Tom Scavo
- Kyle MacLachlan - Orson Hodge
- Dana Delany - Katherine Mayfair
- Brenda Strong - Mary Alice Young
- James Denton - Mike Delfino

### Mellékszereplők
- Shawn Pyfrom – Andrew Van De Kamp
- Lyndsy Fonseca – Dylan Mayfair
- Joy Lauren – Danielle Van De Kamp
- Brent és Shane Kinsman – Preston és Porter Scavo
- Zane Huett – Parker Scavo
- Rachel Fox – Kayla Huntington
- Nathan Fillion – Adam Mayfair
- Polly Bergen - Stella Wingfield
- Pat Crawford Brown - Ida Greenberg
- Kathryn Joosten - Karen McCluskey
- Shirley Knight - Phyllis Van de Kamp
- Jesse Metcalfe - John Rowland
- Kevin Rahm - Lee McDermott
- John Slattery - Victor Lang
- Tuc Watkins - Bob Hunter
- Gary Cole - Wayne Davis
- Melora Walters - Sylvia Greene
- James Luca McBride - Al Kaminsky
- Justine Bateman - Ellie Leonard
- Ellen Geer - Lillian Simms
- Richard Burgi - Karl Mayer
- Jason Gedrick - Rick Coletti
- Hailee Denham - Dylan Davis

## DVD-kiadások
Az Amerikai Egyesült Államokban 2008. szeptember 2-án jelent meg DVD kiadásban a negyedik évad.

## Összefoglaló évadtörténet
A Lila Akác közbe visszaköltözik egy régi szomszéd, Katherine Mayfair, aki 12 évvel ezelőtt kislányával, Dylannel lakott itt. Új férje Adam Mayfair. Mayfairék nagyon barátságosnak tűnnek, ám nekik is van szennyesük, ugyanis a házuk (Mike Delfinóé volt eddig) padlásán, Dylan volt szobájában rejtegetnek valamit, s a szoba padlóján egy hatalmas vágás tátong. Ami legkülönösebb: Dylan semmire sem emlékszik a múltjából, még arra sem, hogy Julie Mayerrel jó barátnők voltak. Katherine mindent titkol lánya elől. Susanről kiderül, hogy terhes. Lynette egyre nehezebben küzd a kemoterápiával, Gaby újra viszonyt folytat Carlosszal, de Edie megzsarolja a férfit. Bree egyre nehezebben tudja rejtegetni műterhességét.

## Epizódok
A Született feleségek negyedik évados epizódjainak listája:
| #   | Epizód eredeti címe                 | Eredeti bemutató     | Epizód magyar címe     | Magyarországi bemutató | Kép |
| --- | ----------------------------------- | -------------------- | ---------------------- | ---------------------- | --- |
| 1.  | Now You Know                        | 2007. szeptember 30. | Most már tudod!        | 2008. április 25.      |     |
| 2.  | Smiles of a Summer Night            | 2007. október 7.     | Pite-csata             | 2008. május 9.         |     |
| 3.  | The Game                            | 2007. október 14.    | Most mutasd meg!       | 2008. május 16.        |     |
| 4.  | If There's Anything I Can't Stand   | 2007. október 21.    | Kártevők               | 2008. május 23.        |     |
| 5.  | Art Isn't Easy                      | 2007. október 28.    | Mű és ítészek          | 2008. május 30.        |     |
| 6.  | Now I Know, Don't Be Scared         | 2007. november 4.    | Félelmek               | 2008. június 6.        |     |
| 7.  | You Can't Judge a Book by Its Cover | 2007. november 11.   | Ne ítélj külsőre!      | 2008. szeptember 3.    |     |
| 8.  | A Distant Past                      | 2007. november 25.   | Távoli múlt            | 2008. szeptember 10.   |     |
| 9.  | Somehting's Coming                  | 2007. december 2.    | Valami közeleg         | 2008. szeptember 17.   |     |
| 10. | Welcome to Kanagawa                 | 2008. január 6.      | Késő bánat!            | 2008. szeptember 24.   |     |
| 11. | Sunday                              | 2008. április 13.    | Az Úr napja            | 2008. október 1.       |     |
| 12. | In Buddy's Eyes                     | 2008. április 20.    | A barátok szemében     | 2008. október 8.       |     |
| 13. | Hello, Little Girl                  | 2008. április 27.    | Helló, kislány!        | 2008. október 15.      |     |
| 14. | Opening Doors                       | 2008. május 4.       | Nyíló ajtók            | 2008. október 22.      |     |
| 15. | Mother Said                         | 2008. május 11.      | Majd a mama megmondja! | 2008. október 29.      |     |
| 16. | The Gun Song                        | 2008. május 18.      | A név kötelez          | 2008. november 5.      |     |
| 17. | Free                                | 2008. május 18.      | Szabadon               | 2008. november 12.     |     |

A Született feleségek negyedik évados különkiadásainak listája:
| #  | Epizód eredeti címe | Eredeti bemutató     | Epizód magyar címe   | Magyarországi bemutató | Kép |
| -- | ------------------- | -------------------- | -------------------- | ---------------------- | --- |
| 0. | Secret and Lies     | 2007. szeptember 23. | Titkok és hazugságok | 2008. április 18.      |     |